# Pierre Joseph Bonnaterre
Pierre Joseph Bonnaterre (Aveyron, 1752. – Saint-Geniez, 1804. szeptember 20.) francia természettudós, aki jelentős mértékben hozzájárult a „Tableau encyclopédique et méthodique” című enciklopédia cetek, emlősök, madarak, hüllők, kétéltűek és rovarok szakaszok bővítésében. Zoológiai szakmunkákban nevének rövidítése: „Bonnaterre”.

## Munkássága

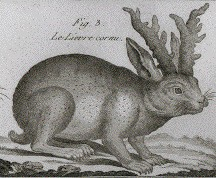
Nyúltilop vagy szarvas nyúl (Leptus cornutus) képe Bonnaterre 1789-es kiadású Tableau encyclopédique et méthodique-jából

Pierre Joseph Bonnaterrenak tulajdonítható 25 új halfaj leírása. Körülbelül 400 rajzot készített az enciklopédia ábrázolásához.
Ő volt az első tudós, aki az aveyroni Victort tanulmányozta. Victor egy vad gyerek volt. Ez a gyerek volt az, aki François Truffaut francia kritikust és filmrendezőt ihlette, „A vad gyerek” (L'Enfant sauvage) című fekete-fehér francia film megalkotásában.

## Részleges bibliográfiája
- Tableau encyclopédique et méthodique des trois règnes de la nature, dix-huitième partie, insectes. Agasse, Paris 1797.
- Recueil de médecine vétérinaire ou Collection de mémoires d'instructions et de recettes sur les maladies des animaux domestiques.
- Tableau encyclopédique et méthodique des trois règnes de la nature ..., cétologie, ophiologie, erpétologie. Padoue 1795.
- Tableau encyclopédique et méthodique des trois règnes de la nature, Ophiologie. Panckoucke, Paris 1790.
- Tableau encyclopédique et méthodique des trois règnes de la nature, ornithologie. Panckoucke, Paris 1790/91.
- Tableau encyclopédique et méthodique des trois règnes de la nature ... Cétologie. Panckoucke, Paris 1789.
- Tableau encyclopédique et méthodique des trois règnes de la nature ..., Erpétologie. Panckoucke, Paris 1789/90.
- Tableau encyclopédique et méthodique des trois règnes de la nature ..., Ichthyologie. Panckoucke, Paris 1788.

## Pierre Joseph Bonnaterre által alkotott és/vagy megnevezett taxonok
Az alábbi linkben megnézhető Pierre Joseph Bonnaterre taxonjainak egy része.

### Fordítás
- Ez a szócikk részben vagy egészben  a   Pierre Joseph Bonnaterre című angol Wikipédia-szócikk ezen változatának fordításán alapul.  Az eredeti cikk szerkesztőit annak laptörténete sorolja fel. Ez a jelzés csupán a megfogalmazás eredetét és a szerzői jogokat jelzi, nem szolgál a cikkben szereplő információk forrásmegjelöléseként.